# Гаврило Рой
Гаври́ло Рой (Рій) (? — після 1580) — діяч київського магістрату часів Речі Посполитої, війт Києва в 1570–1575 роках.

## Життєпис
Походив з заможної родини Роїв, що займалася наданням городів біля Києва в оренду. Про діяльність Гаврила Роя замало відомостей. Вперше згадується у 1552 році серед заможних міщан. На початку 1550-х років обіймав посади радця та райця. У 1564 році згадується як член Старої ради на посаді радця. Разом з іншими членами магістрату, яких очолили Юрій Климович та Андрій Кошколдей, виступив проти сплати київському воєводі князю Костянтину Василю Острозькому 200 кіп литовських грошей з міських капщизних сум. За це призвідників було арештовано. А Роя з іншими магістратами захищено впливом міської громади.
У 1570 році обирається новим війтом, ставши першим таким обраним за привілеєм короля Сигізмунда II. За ним міщани самі обирали війта, а король лише формально затверджував. Загалом на своїй посаді продовжував політику попередніх війтів стосовно зміцнення та розширення прав міста.
Прихильність до родів Черевчеїв і Ходик зрештою призвела до його відставки. 1573 року розпочалася суперечка між Матвієм Черевчеєм та Андрієм Кошколдеєм за спадок колишнього війта Семена Мелешковича — значні маєтності Басань і Биків. Гаврило Рой (разом з іншими магістратами), що розбирав справу в лавникому суді, домігся вироку суду на користь Черевчея. До того ж Кошколдей повинен був сплатити 4000 кіп литовських грошей останньому. Кошколдей відмовився підкоритися. Тоді його запроторили за ґрати.
У 1575 році Андрій Кошколдей подав скаргу воєводі Костянтину Василю Острозькому, який домігся відставки Роя та усього магістрату. У 1578 році за рішенням короля Стефана Баторія створена комісія з розгляду цієї справи. За рішенням асесорського суду на Роя та інших колишніх київських урядників накладався штраф у 3000 кіп грошей литовських. Але за підтримки війта Федора Черевчея 1579 року вдалося досягти мирової угоди з Кошколдеєм. Остання згадка про Гаврила Роя відноситься до 1580 року, коли він сплатив першу частину штрафу. Подальша доля невідома.